# Leonyid Grigorjevics Ivasov
Leonyid Grigorjevics Ivasov (oroszul: Леонид Григорьевич Ивашов; Frunze, 1943. augusztus 31. –) orosz katonai és állami tisztviselő. A moszkvai Geopolitikai Problémák Akadémiájának korábbi elnöke és nyugalmazott vezérezredes.
2022 januárjában nyilatkozatot tett közzé, amelyben elítélte Putyin "háborút provokáló bűnös politikáját" a 2021–2022-es orosz–ukrán krízis során és Vlagyimir Putyin elnök lemondását követelte.

## Életpályája
Ivasov 1964-ben végzett a taskenti Szuvorov Katonai Iskolában, majd 1974-ben a moszkvai Frunze Katonai Akadémián. Az 1968-as prágai tavasz leverése érdekében Csehszlovákiába bevonuló szovjet katonai erők bevetési parancsnoka volt.
1976 és 1984 között Dmitrij Usztyinov szovjet védelmi miniszter vezető tanácsadójaként dolgozott. 1987-ben a Szovjetunió védelmi minisztériumának általános ügyekért felelős főosztályának vezetője lett.
1996-2001 között az orosz védelmi minisztérium katonai együttműködési osztályának vezetője volt. A Független Államok Közösségének tagjai közötti katonai együttműködésért felelt.
Ivasov volt az egyik szervezője az orosz ejtőernyősök műveleteinek, amikor 1999-ben a prištinai nemzetközi repülőtér a koszovói háború lezárását követően egy rövid időre orosz ellenőrzés alá került.
2001-es nyugdíjba vonulása után Ivasov sokat írt katonai és geopolitikai témákról. 2004 és 2014 között a Geopolitikai Problémák Akadémiájának elnöke volt. Egy év szünet után 2015 márciusának végén újraválasztották az Akadémia elnökévé.
2011. december 5-én bejelentette, hogy önjelölés útján részt kíván venni az elnökválasztási versenyben. A Központi Választási Bizottság azonban adminisztratív okokból elutasította jelölését.
2016 októberében Ivasov az orosz Pervij Kanal csatornán kifejtette, hogy Oroszország szerepvállalása a szíriai polgárháborúban kritikus fontosságú a Katar-Törökország gázvezeték megépítésének megakadályozása érdekében, ami katasztrofális lenne a Gazprom, és ezzel együtt az orosz költségvetése számára.
2022. január 31-én, a 2021–2022-es orosz–ukrán krízis előtt Ivasov vezérezredes az orosz tisztek közgyűlésének elnökeként nyilatkozatot tett közzé, amelyben elítélte Putyin "háborút provokáló bűnös politikáját", és Putyin elnök lemondását követelte.
Putyint vádolva azzal, hogy "az orosz államiság végleges megsemmisítését és az ország őslakos lakosságának kiirtását" kockáztatja, Ivasov kijelentette, hogy Oroszország számára az igazi veszélyt nem a NATO vagy a Nyugat jelenti, hanem "az állami modell életképtelensége, a hatalmi és közigazgatási rendszer teljes alkalmatlansága és szakszerűtlenségének hiánya, a társadalom passzivitása és szervezetlensége". Ilyen körülmények között "egyetlen ország sem marad fenn sokáig." Roderick Gregory szerint "Ivasov úgy véli, hogy a NATO ellenséges hatalom, de tapasztalatai arra tanították, hogy a NATO/USA fenyegetés ellenőrzés alatt van, és nem fenyeget külső veszély a nyugati hatalmak részéről."

## Fordítás
Ez a szócikk részben vagy egészben  a   Leonid Ivashov című angol Wikipédia-szócikk fordításán alapul.  Az eredeti cikk szerkesztőit annak laptörténete sorolja fel. Ez a jelzés csupán a megfogalmazás eredetét és a szerzői jogokat jelzi, nem szolgál a cikkben szereplő információk forrásmegjelöléseként.

## Külső hivatkozások
- Ivasov átfogó életrajza a Geopolitikai Problémák Akadémiájának oldalán Archiválva 2018. június 11-i dátummal a Wayback Machine-ben
- Leonid Ivashov életrajza (oroszul)